# Немецкое военное кладбище (Смоленск)

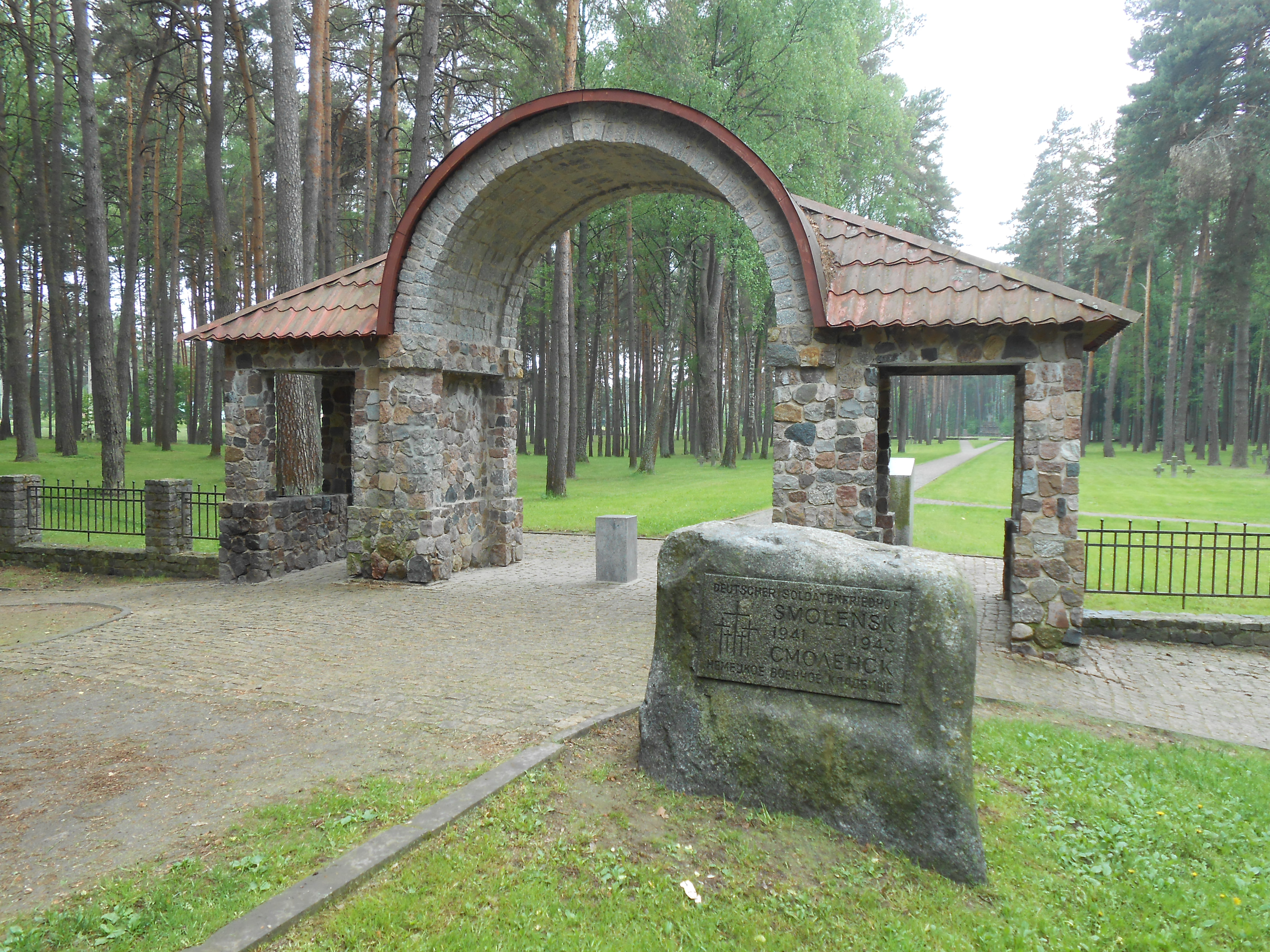
Вход на территорию

Немецкое военное кладбище Смоленска (нем. Wehrmachtsfriedhof, кладбище вермахта; Waldfriedhof, Лесное кладбище) расположено в Заднепровском районе города вблизи посёлка Нижняя Дубровенка и Витебского шоссе. На кладбище похоронено 8313 немецких солдат, погибших во время Великой Отечественной войны, в период 1941—1943 годов. Торжественное открытие состоялось 15 июня 2002 года.

## Описание
Площадь — около 4 гектаров. Комплекс обнесён оградой из натурального камня с решётками из кованого железа. Гранитные стелы на мемориале увековечили имена 5548 погибших на войне. В конце кладбища расположен большой каменный монумент. Памятник, воздвигнутый вермахтом, нёс символику нацистской Германии. Она была демонтирована, на её месте помещён яркий каменный крест Народного союза Германии по уходу за военными захоронениями. Порядок на кладбище поддерживается немецкой стороной.

## История
На месте нынешнего военного кладбища вермахтом уже было создано военное кладбище во время Второй мировой войны — центральное офицерское немецкое кладбище. Согласно документам Народного союза, здесь было похоронено около 4700 немецких солдат. C 1941 года здесь хоронили офицеров. В Верхней Дубровенке располагалась ставка группы армий «Центр». В марте 1943 года сюда приезжал Гитлер, выступавший на этом кладбище с речью. Кладбище имело каменную ограду, на постаменте располагался нацистский орёл с распластанными крыльями, в когтях он держал лавровый венок, в центре которого свастика. По состоянию на сентябрь 1946 года орёл ещё был, но во многих местах был разрушен, предположительно, советские военнослужащие стреляли по нему.
В Смоленске на нескольких военных кладбищах, созданных вермахтом, находились могилы около 4800 немецких солдат. Ещё во время войны захоронения оттуда переносились на Лесное кладбище. С кладбищ из других районов туда вывозили цинковые гробы с офицерами, которых перезахоранивали за пределами кладбища. Летом 1943 года цинковые гробы грузили и увозили на железнодорожных составах.
После войны Лесное кладбище долгое время находилось в запустении. До окончания Холодной войны немцам не разрешалось хоронить своих умерших на этом кладбище. Военные кладбища «У Нарвских казарм», «Смоленск-Норд» и «Смоленск-Юг» на нынешней территории Смоленска попали в зону городской застройки.
По постановлению администрации Смоленска ассоциации «Военные мемориалы» было выделено пять гектаров земли под обустройство немецкого кладбища. Подготовка территории нынешнего военного кладбища началась в 1996 году. Было вырублено большое количество деревьев, кусты и подлесок. В рамках работ по расширению, проводившихся с 1997 года, были отремонтированы сохранившийся старый памятник и кирпичная ограда мемориала.
После создания на этом месте нового военного кладбища сюда были перенесены останки 2000 погибших на войне немцев, похороненных на небольших немецких военных кладбищах в Смоленске. Намерение использовать это место как немецкое военное кладбище для всей Смоленской области в целом реализовать не удалось. Администрация города разрешает только занять дополнительные места на городской территории и в окрестностях.
Сообщалось о недовольстве созданием кладбища вермахта местных жителей, русских и цыган. Вначале имели место случаи разрушения крестов и скамеек. Местных жителями высказывались и нейтральные или положительные мнения. Кладбище является местом почитания местных неонацистов и скинхедов, где они, в частности, отмечают день рождения Гитлера.